# Bandera de Santa Ana (El Salvador)
La Bandera oficial del Departamento de Santa Ana y el Municipio de Santa Ana fue emitida por acuerdo municipal el 4 de febrero de 1964 durante la administración municipal de Roberto Batista Mena.

## Descripción
La bandera contiene 7 franjas azules y 6 franjas blancas, que simbolizan los 13 municipios del Departamento de Santa Ana.
En la parte superior izquierda, hay un cuadro rojo que contiene el escudo de Santa Ana.
- Datos: Q5718767